# Крым в миниатюре (Алушта)
Парк «Крым в миниатюре» — парк миниатюр в Алуште, в котором представлены ландшафтные макеты основных историко-культурных памятников и других достопримечательностей Крыма. Один из трёх подобных в Крыму, парк открыт летом 2012 года. Представлено 45 макетов, работа над которыми длилась два года. В дальнейшем их количество планировалось увеличить до 65. Масштаб макетов — 1:25. Один из семи победителей конкурса Калейдоскоп чудес Крыма в номинации «7 современных чудес Крыма».

## Представленные сооружения
- Бахчисарай — Ханский дворец;
- Гаспра — Ласточкино гнездо;
- Малореченское — Храм-маяк Николая Чудотворца;
- Массандра — Массандровский дворец;
- Севастополь — Графская пристань, Диорама «Штурм Сапун-горы 7 мая 1944 года», Панорама «Оборона Севастополя 1854-1855 годов», Никольская церковь;
- Симферополь — вокзал, собор свв. Петра и Павла, кинотеатр «Симферополь», краеведческий музей, Бывшее здание национального банка Украины в Симферополе, Дом Чирахова («Дом с десятью драконами»), здание Совета министров Крыма, дом науки в Воронцовском парке, караимская кенасса;
- Судак — Генуэзская крепость;
- Феодосия — Национальная картинная галерея им. К. Айвазовского
- Ялта — Ливадийский дворец

и другие.